# Tjeszraperet

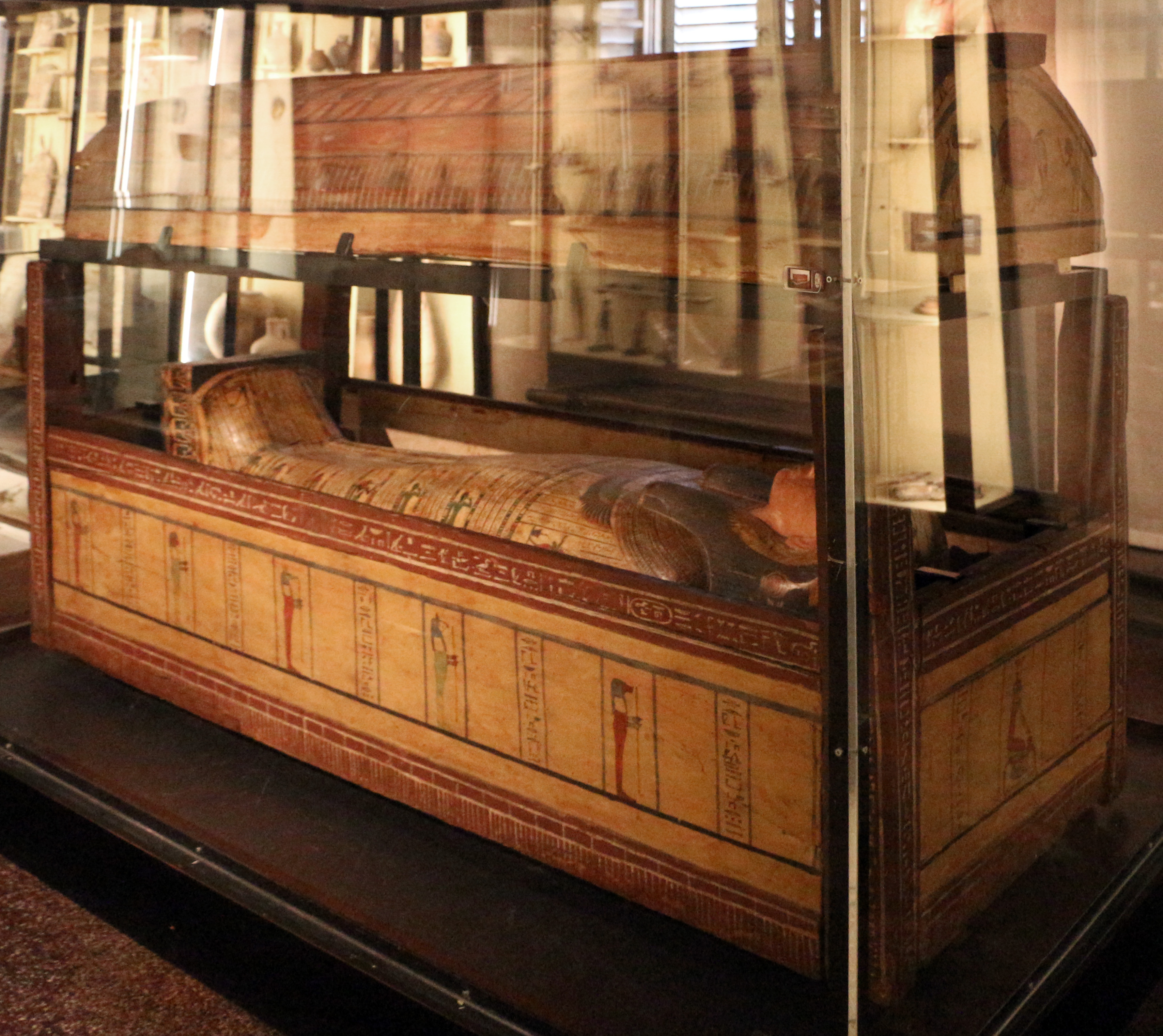
Tjesraperet két koporsója a firenzei Nemzeti Régészeti Múzeum VIII. termében

Tjeszraperet (ṯs-rˁ-pr.t) ókori egyiptomi hölgy a XXV. dinasztia idején; Taharka egyiptomi fáraó és núbiai király egyik lányának szoptatós dajkája. Sírját érintetlenül találták meg.
Tjeszraperet sírját 1829. május 29-én fedezte fel Thébában Jean-François Champollion és Ippolito Rosellini expedíciója. A sírba temetkezett Tjeszraperet feltételezett férje, Dzsedhonszuefanh is, aki „Ámon isteni atyja” (pap) és „Honszu templomának lesonisa” volt. Nem tudni, Taharka melyik lányának volt a dajkája Tjeszraperet.
A sírból a legtöbb lelet a firenzei Nemzeti Régészeti Múzeumba került, köztük Tjeszraperet láda formájú külső koporsója, belső antropoid koporsója, valamint egy másik antropoid koporsójának egy töredéke; Dzsedhonszuefanh sztéléje aranyozott figurákkal, tükör és tokja, kohltartó pálcikával. Pár más lelet Franciaországba került: Tjeszraperet sztéléje ma a Louvre-ban, a nevével ellátott Ptah-Szokar-Ozirisz-szobrocska pedig a Musée des Beaux-Arts de Dijonban. Rossellini további tárgyakról is beszámol, de ezeket mindmáig nem azonosították egy gyűjteményben sem, talán még mindig Egyiptomban találhatóak: egy tojásokkal teli kosár, egy gabonával teli cserépedény, Dzsedhonszuefanh koporsója, négy kanópuszedény, egy másik Ptah-Szokar-Ozirisz-szobrocska, három cserépládika tele usébtivel, egy sakálszobrocska és madárszobrocskák.

## Fordítás
- Ez a szócikk részben vagy egészben  a   Tjesraperet című angol Wikipédia-szócikk ezen változatának fordításán alapul.  Az eredeti cikk szerkesztőit annak laptörténete sorolja fel. Ez a jelzés csupán a megfogalmazás eredetét és a szerzői jogokat jelzi, nem szolgál a cikkben szereplő információk forrásmegjelöléseként.